# دودمان کنده
دودمان کنده یکی از خاندان‌های تاریخی فرانسه است. 